# Khawaja Muhammad Asif
Khawaja Muhammad Asif (ourdou : خواجہ محمد آصف), né le 9 août 1949 à Sialkot, est un homme politique pakistanais. Membre de la Ligue musulmane du Pakistan (N), proche du Premier ministre Nawaz Sharif, il a notamment occupé successivement les postes de sénateur, député et ministre fédéral.
Élu pour la première fois sénateur en 1991, il devient député pour la première fois à la suite des élections législatives de 1993 puis a été réélu à chacune des quatre élections suivantes. Il a été président de la commission des privatisations lors du deuxième mandat de Nawaz Sharif, puis a été nommé en 2013 ministre fédéral de l'Eau et de l'Énergie et ensuite ministre de la Défense lors du troisième mandat de Sharif. De 2017 à 2018, sous Shahid Khaqan Abbasi, il est ministre des Affaires étrangères.

## Biographie

### Jeunesse et éducation
Khawaja Muhammad Asif est né le 9 août 1949 à Sialkot dans la province du Pendjab. Son père, Khawaja Muhammad Safdar était un membre important du Mouvement pakistanais et de la Ligue musulmane. 
Diplômé de l'université du Pendjab en 1970, puis obtenant un master d'économie de la London School of Economics en 1975, il devient ensuite homme d'affaires dans le secteur financier. Vivant notamment aux Émirats arabes unis, il travaille à la Bank of Credit and Commerce International.

### Carrière politique

#### Parlementaire
Il retourne au Pakistan en 1991 puis rejoint la Ligue musulmane du Pakistan (N), puis est élu sénateur la même année. Se présentant ensuite à la députation, il est élu lors des élections législatives de 1993 puis lors des élections législatives de 1997. Durant le second mandat du Premier ministre Nawaz Sharif, Asif est président de la commission des privatisations de 1997 à 1999.
Lors des élections législatives de 2002, alors que son parti subit la pire défaite de son histoire, il fait partie des seuls 19 députés tout de même élu. Il est réélu dans la première circonscription de Sialkot avec environ 42 % des voix, contre 38 % pour son principal rival de la Ligue musulmane du Pakistan (Q). Réélu largement lors des élections législatives de 2008 avec 64 % des voix, il occupe ensuite brièvement le poste de ministre des ressources naturelles dans le gouvernement de Youssouf Raza Gilani, avant que son parti ne rejoigne l'opposition.

#### Ministre
Lors des élections législatives de 2013, il est de nouveau réélu député avec près de 53 % des voix contre environ 41 % pour son rival du Mouvement du Pakistan pour la justice,. Alors que son parti remporte une large victoire nationale, et que Nawaz Sharif redevient Premier ministre, il est annoncé en tant que ministre fédéral de l'eau et de l'énergie dans le premier gouvernement le 7 juin, un poste stratégique étant donné la crise énergétique qui paralyse l'économie pakistanaise. Il se donne à ce titre trois ans pour réussir à mettre fin aux récurrentes coupures d'électricité. Le 27 novembre 2013, alors que le Premier ministre nomme Raheel Sharif comme nouveau chef de l'armée pakistanaise, Asif est nommé ministre de la défense tout en conservant son autre portefeuille.
Le 26 avril 2018, il est destitué de son siège de député par la Haute cour d'Islamabad pour violation des règles électorales. En conséquence, il perd en même temps son poste de ministre, à quelques mois des élections législatives.
Lors des élections législatives de 2018, il regagne un siège de député en remportant la deuxième circonscription de Sialkot, battant de peu son principal rival du Mouvement du Pakistan pour la justice par 47,4 % des voix contre 46,8 %.